# El tío Robinson
El tío Robinson es una novela inacabada de Julio Verne que fue rechazada por su editor Hetzel en 1870, debido a la representación de niños involucrados en una Robinsonada. El manuscrito fue guardado y no fue dado a conocer hasta 1991 cuando fue publicado por la editorial Cherche-Midi Éditeur y luego incluido en la colección El libro de bolsillo en el 2001.

## Origen
La idea de abordar el tema de un grupo de personas abandonadas en una isla ya rondaba la mente de Verne desde hacía tiempo, como lo demuestran las cartas que le escribió a su editor entre 1869 y 1870. Así en 1871, le presenta a su editor, Julio Hetzel, El tío Robinson, que describe la supervivencia de un grupo de personas ayudadas por un marinero. Ttas el rechazo del editor utilizaría el manuscrito para escribir la primera parte de La isla misteriosa, que se publicaría en 1875.
Su novela está inspirada en la ya famosa obra de Daniel Defoe, Robinson Crusoe (1719), así como en la novela El Robinson suizo (1812) de Johann David Wyss. Julio Verne reivindica esta inspiración tanto al comienzo de la novela como en una carta dirigida a su editor.

## Trama
Harry Clifton, un ingeniero estadounidense, desea regresar a su país con su esposa y sus cuatro hijos tras años de trabajo en Asia. A los pocos días, estalla un motín en el barco en el que viajaban. Mientras que él quedó encerrado en su camarote, su esposa y sus cuatro hijos son abandonados en un bote en el Océano Pacífico. Un miembro de la tripulación llamado Flip va tras ellos y logra ayudarlos, navegando a la deriva. Con su hábil ayuda, logran desembarcar en una isla desierta del Pacífico en su pequeño bote. Bajo la experta guía de Flip, los náufragos se establecen como pueden. Harry Clifton escapa de los amotinados y también escapa a la isla. Gracias a él y a Flip, la vida en la pequeña comunidad isleña mejora. Llaman cariñosamente a Flip "Tío Robinson" por su parecido a Robinson Crusoe. Tras descubrir un perdigón de escopeta en la carne, los isleños se dan cuenta de que debe haber otros seres humanos en la isla. Pero la trama se termina en este punto debido al rechazo de la novela, Verne nunca llegó a acabarlo.

## Continuación
En el 2021, en la editorial Librinova, David Petit-Quénivet ofreció una secuela de la novela inacabada de Julio Verne.

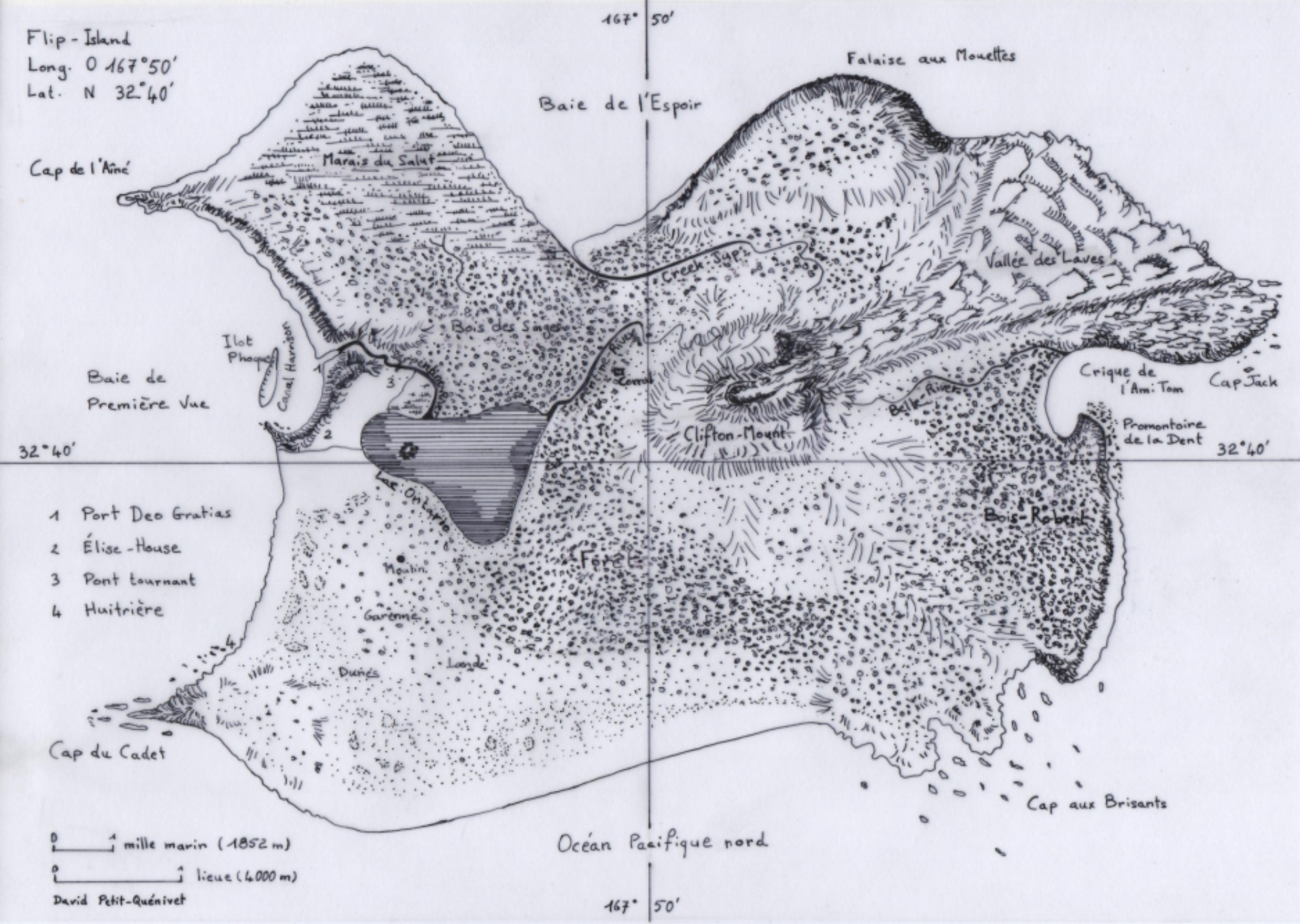
El mapa de la isla desierta llamada Isla Flip fue dibujado para esta ocasión y aparece al final del libro.

En 2024, una reedición de la secuela de esta novela de BoD dio lugar a una segunda versión en tres volúmenes (Tío Robinson, primera parte: los abandonados, Tío Robinson, segunda parte: los colonos y Tío Robinson, tercera parte: los exiliados).